# Euophrys minuta
Euophrys minuta är en spindelart som beskrevs av Prószynski 1992. Euophrys minuta ingår i släktet Euophrys och familjen hoppspindlar. Inga underarter finns listade i Catalogue of Life.